# Aigars Kalvītis

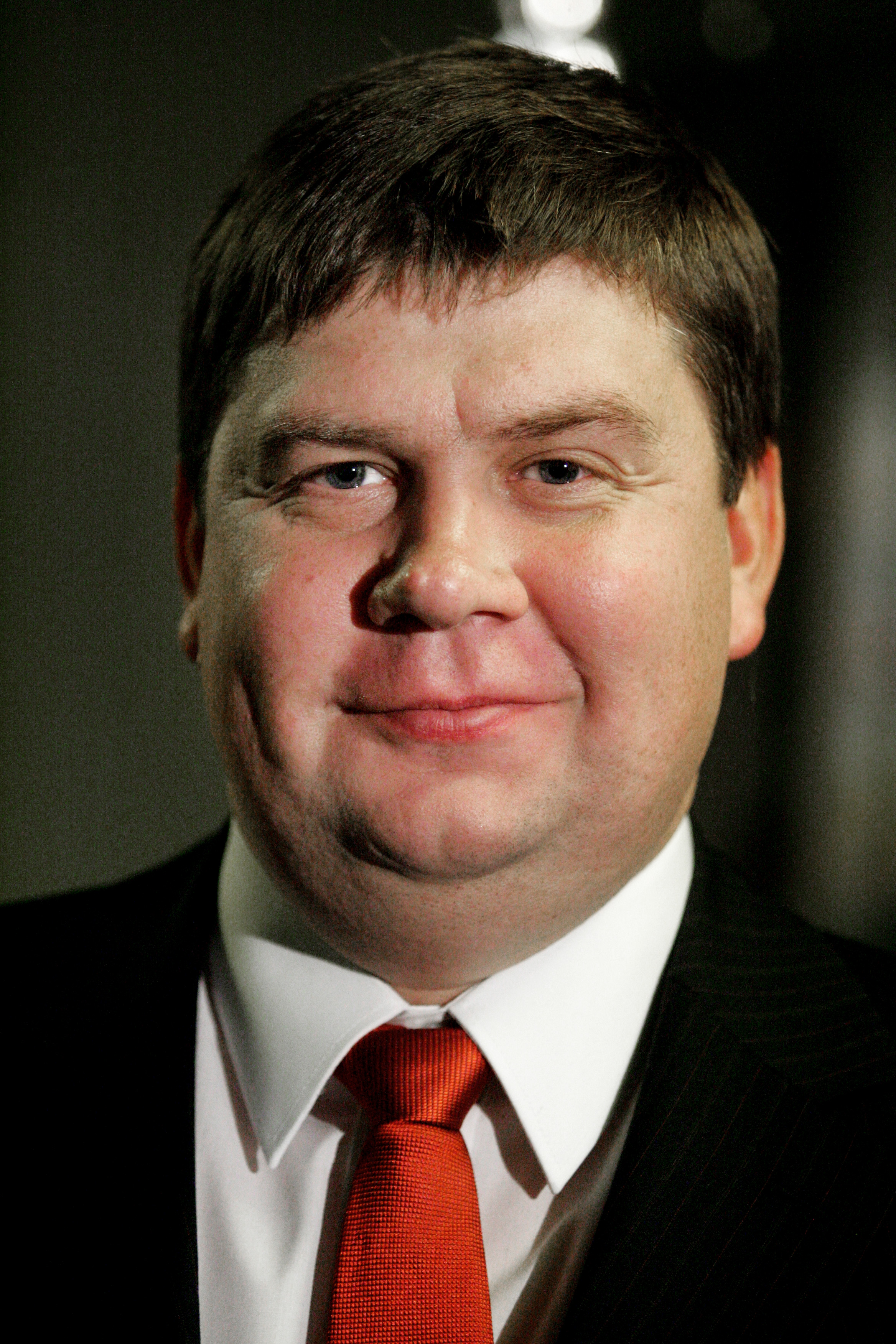
Aigars Kalvītis (2005)

Aigars Kalvītis (* 27. Juni 1966 in Riga) ist ein lettischer Politiker und war vom 2. Dezember 2004 bis zum 5. Dezember 2007 Ministerpräsident von Lettland.

## Leben
Im Jahre 1992 machte Kalvītis an der Lettischen Universität einen Hochschulabschluss als Agrarwirtschaftler. 1995 machte er einen Master's degree in Wirtschaftswissenschaften. Zwischen 1994 und 1998 war er Vorsitzender der lettischen Milchbauernunion. 1990 und 1991 hatte er auf schwedischen Bauernhöfen gearbeitet.
Aigars Kalvītis wurde im Jahre 1998 für die lettische Volkspartei ins lettische Parlament gewählt. Im Juli 1999 wurde er im Kabinett von Andris Šķēle Landwirtschaftsminister und ab Mai 2000 Wirtschaftsminister in der Regierung von Andris Bērziņš. Außerdem saß er in der Leitung der Agentur zur Privatisierung der Staatsunternehmen. Im Jahre 2002 wurde er wieder ins Parlament gewählt.
Im Dezember 2004 wurde Kalvītis Ministerpräsident. Internationale Kritik zog er sich 2005 aufgrund schwulenfeindlicher Äußerungen im Fernsehen zu. Er führte bis zum 13. April 2006 eine Koalition aus seiner eigenen Volkspartei (TP), der Neuen Zeit (JL), der Ersten Partei Lettlands (LPP) und des Bündnisses der Grünen und Bauern (ZZS) an, deren Zusammensetzung auch sein Kabinett bestimmte. Nach dem Austritt der Partei Neue Zeit aus der Regierung, führte Kalvītis eine Minderheitsregierung, in der auch eine Parteilose und ein Mitglied der Partei Lettlands Weg (LC) Einsitz genommen hatten.
Als Kalvītis versuchte, den Leiter der Anti-Korruptionsbehörde zu entlassen, kam es am 18. Oktober und am 3. November 2007 in Riga zu Massendemonstrationen, die letztere war die größte Demonstration seit dem Kampf für die Wiederherstellung der Unabhängigkeit Lettlands in den Jahren von 1989 bis 1991. Daraufhin und nach der Demission mehrerer Minister kündigte die Regierung unter Kalvītis am 7. November 2007 ihren Rücktritt für den 5. Dezember an. An diesem Tag übergab Kalvītis Staatspräsident Valdis Zatlers die Rücktrittserklärung. 2009 legte er sein Mandat als Abgeordneter nieder und verließ die Politik. Seit 2010 ist er stattdessen Aufsichtsratsvorsitzender und Miteigentümer des Eishockeyclubs Dinamo Riga. Bei den Wahlen zur Saeima 2014 trat er auf der Parteiliste Vienoti Latvijai an.